# محمد البخیت
محمد البخیت (انگلیسی: Mohammad Al-Bakhit؛ زادهٔ ۲۲ فوریهٔ ۱۹۸۷) تکواندوکار است. از افتخارات وی میتوان به کسب مدال طلا در بازی‌های آسیایی ۲۰۰۶ اشاره کرد.